# BROAD6
BROAD6（ブロードシックス）は、2010年結成のジャズアカペラグループ。ワタナベエンターテインメント所属。

## 概要
RAG FAIR・INSPiのメンバーから構成される5オクターブの声域を持つ男性6人組グループ。
2009年に行われた合同ファンクラブイベントでの「加藤JAPAN」が前身。ジャズコーラスフリークだったメンバーが意気投合したことが結成の切っ掛けになった。当初1回限りの予定だったが、ファンからの要望に応え、翌2010年に「BROAD6」として本格始動した。

## メンバー
加藤 慶之（かとう よしゆき）1978年2月27日（47歳）
- Topコーラス
- BROAD6のリーダー
- RAG FAIRのメンバー

荒井 健一（あらい けんいち）1979年2月12日（46歳）
- 2ndコーラス
- RAG FAIRのメンバー

杉田 篤史（すぎた あつし）1978年9月16日（46歳）
- 3rdコーラス
- INSPiのメンバー

奥村 伸二（おくむら しんじ）1979年9月21日（45歳）
- 4thコーラス
- INSPiのメンバー

北 剛彦（きた たけひこ）1979年2月10日（46歳）
- 5thコーラス
- INSPiのメンバー

吉田 圭介（よしだ けいすけ）1982年12月29日（42歳）
- ベースボーカル
- ミュージックディレクターを担当
- INSPiのメンバー

## LIVE

### ツアー・主催公演
| 日程                                      | ツアータイトル                                | 会場・日付 | 備考                                                                                      |
| ----------------------------------------- | --------------------------------------------- | --- | ----------------------------------------------------------------------------------------- |
| 2010年 3月4日-11日                        | DEBUT                                         | ・3月4日（木） Billboard Live OSAKA ・3月5日（金） 名古屋ブルーノート ・3月11日（木） Motion Blue YOKOHAMA                                                                                      |                                                                                           |
| 2010年 10月19日-11月8日                   | My Romance                                    | ・10月19日（火）-20日（水） Motion Blue YOKOHAMA ・10月23日（土） 名古屋ブルーノート ・10月25日（月） Billboard Live OSAKA ・11月8日（月） COTTON CLUB（東京）                                  |                                                                                           |
| 2011年 5月14日-27日                       | Swing !!～on the Sunny Side of the Street～   | ・5月14日（土） 名古屋ブルーノート ・5月20日（金） Motion Blue YOKOHAMA ・5月23日（月） Billboard Live OSAKA ・5月27日（金） Motion Blue YOKOHAMA※スペシャル公演「～Request Special～」         |                                                                                           |
| 2011年 11月1日-11日                       | Round Midnight                                | ・11月1日（火） Billboard Live OSAKA ・11月4日（金） 名古屋ブルーノート ・11月5日（土） BLUE LIVE HIROSHIMA ・11月11日（金） Motion Blue yokohama                                               |                                                                                           |
| 2012年 5月30日-6月10日                    | Adult Oliented Acappella                      | ・5月30日（水） Billboard Live OSAKA ・5月31日（木） 名古屋ブルーノート ・6月9日（土）-10日（日） Motion Blue YOKOHAMA                                                                          | 来場者にCD 「My Favorite Things」を配布                                                   |
| 2012年 11月18日                           | COLABORACAO〜Jazz＆Bossa～BROAD6 ＋ Marcia    | ・11月18日（日） Club IKSPIARI（舞浜） |                                                                                           |
| 2013年 5月3日-29日                        | BROAD6 + Marcia「ROMANTICO～THE SHOW !!～」   | ・5月3日（金） Billboard Live OSAKA ・5月4日（土） 名古屋ブルーノート ・5月12日（日） Motion Blue YOKOHAMA ・5月29日（水） STB139（東京）                                                       |                                                                                           |
| 2013年 11月3日-9日                        | The Beatle‘S’wing                             | ・11月3日（日） 名古屋ブルーノート ・11月9日（土） Motion Blue YOKOHAMA |                                                                                           |
| 2013年 12月21日                           | BROAD6 The Christmas Show                     | ・12月21日（土） STB139（東京） |                                                                                           |
| 2014年 12月7日                            | マルシア＆BROAD6クリスマスコンサート2014      | ・12月7日（日） ホテルサンライフガーデン別館 |                                                                                           |
| 2016年 7月23日-9月18日                    | A Cappella Show 2016“Request Hour”            | ・7月23日（土）-24日（日） Motion Blue YOKOHAMA ・9月18日（日） 名古屋ブルーノート |                                                                                           |
| 2017年 4月22日-6月4日                     | Love Voyage                                   | ・4月22日（土）、5月7日（日） Motion Blue YOKOHAMA ・6月3日（土）-4日（日） 神戸煉瓦倉庫 K-wave                                                                                                 | 来場者にCD 「Moon River」を配布                                                           |
| 2019年 4月20日-30日                       | Dream & Magic A Cappella Orchestra            | ・4月20日（土）-21日（日） Motion Blue YOKOHAMA ・4月29日（月） 名古屋ブルーノート ・4月30日（火） Brooklyn Parlor OSAKA                                                                        |                                                                                           |
| 2019年 9月21日-22日                       | Dream & Magic A Cappella Orchestra～Refrain～ | ・9月21日（土） Lady Blue（東京） ・9月22日（日） Motion Blue YOKOHAMA |                                                                                           |
| 2020年 4月18日-25日 ⇒2020年 10月25日-31日 | 10th anniversary tour 2020～STANDARDS〜       | ・4月18日（土） 名古屋ブルーノート ・4月19日（日） 神戸煉瓦倉庫K-wave ・4月25日（土） Motion Blue YOKOHAMA ・10月25日（日）・31日（土） Motion Blue YOKOHAMA                                    | 新型コロナ感染拡大懸念のため中止 ⇒振替公演を実施。 来場者にCD 「How High The Moon」を配布 |
| 2020年 12月12日                           | BROAD6- Acappella! Jazz! Christmas! -         | ・12月12日（土） ブルーノート東京 |                                                                                           |
| 2021年 5月16日 ⇒2021年 6月26日-27日       | BROAD6- Sing, Sing, Sing-                     | ・5月16日（日） COTTON CLUB（東京・丸の内） ・6月26日（土） COTTON CLUB（東京） ・6月27日（日）ブルーノート東京                                                                                 | 新型コロナ感染拡大の状況を踏まえ、 公演を延期                                             |
| 2021年 10月30日                           | BROAD6- I Got Rhythm! -                       | ・10月30日（土） ブルーノート東京 |                                                                                           |
| 2022年 2月19日 ⇒2022年 4月3日             | BROAD6- Selection -                           | ・2月19日（土） ブルーノート東京 ・4月3日（日） ブルーノート東京 | メンバー家族の新型コロナ陽性確認のため 公演を延期                                         |
| 2022年 9月17日-18日                       | BROAD6-Next Step!-                            | ・9月17日（土）-18日（日） ブルーノート東京 |                                                                                           |
| 2023年 3月7日                             | BROAD6-STANDARDS 2-                           | ・3月7日（火） ブルーノート東京 |                                                                                           |
| 2023年 9月9日-24日                        | BROAD6 ～BROAD6～                             | ・9月9日（土） COTTON CLUB（東京） ・9月23日（土） Live Spot RAG（京都） ・9月24日（日） 神戸煉瓦倉庫K-wave                                                                                     |                                                                                           |
| 2024年 4月13日-5月12日                    | BROAD6 Spring Tour2024〜Interpretation〜      | ・4月13日（土） STAR★EYES（名古屋） ・4月20日（土） Live Spot RAG（京都） ・4月21日（日） 神戸煉瓦倉庫K-wave ・4月27日（土） STARDUST（仙台） ・5月12日（日） COTTON CLUB（東京）               |                                                                                           |
| 2024年 11月30日-12月12日                  | Acappella! Jazz! Christmas! 2024              | ・11月30日（土） Live Spot RAG（京都） ・12月1日（日） HERMIT DOLPHIN（浜松） ・12月7日（土） Mondo Bongo（仙台） ・12月8日（日） JAZZ SPOT MINGUS（福島） ・12月12日（木） COTTON CLUB（東京） |                                                                                           |
| 2025年 4月5日-19日                        | BROAD6 TOUR 2025 Swingin' Spring              | ・4月5日（土） STAR★EYES（名古屋） ・4月13日（日） 神戸ALWAYS ・4月14日（月） Live Spot RAG（京都） ・4月19日（土） COTTON CLUB（東京）                                                         |                                                                                           |

### ゲスト出演
- 2010年12月4日-5日 「“A Cappella X’mas”」[7]
会場：表参道GROUND
- 2012年10月27日 「BOSSA AOYAMA 2012」[8]
会場：原宿協会
- 2011年5月21日 「KAJa!2011」
会場：HAT神戸 なぎさ公園マリンステージ[9]
- 2013年9月7日 「定禅寺ストリートジャズフェスティバル」
- 2013年10月13日 「横濱ジャズプロムナード 2013」
会場：横浜・赤レンガ倉庫 １号館
- 2014年3月3日「50Fes」
会場：鎌倉芸術館
- 2016年3月29日 「50Fes ROOKIES」[10][11]
会場：横浜・赤レンガ倉庫 野外ステージ
- 2016年10月8日 「お茶の水JAZZ祭」[12]
会場：明治大学アカデミーホール
- 2019年2月19日 マルシア「Debut 30th Anniversary Kick Off Live～私はどうしてここに?～」
会場：ビルボードライブ東京
- 2019年4月26日「JAZZ AUDITORIA 2019 in WATERRAS」
- 2019年9月7日 「定禅寺ストリートジャズフェスティバルin仙台」
- 2024年4月28日「モコ夜15周年（ホントは16周年）記念ライブ ワカメちゃんvol.10 ～BROAD６のジャズアカペラの夕べ～」[13]
会場：さくらホール小ホール（岩手）
- 2024年10月6日 「浜名湖アカペラフェスタ2024」
会場：浜名湖パルパル（静岡）[14]
- 2025年10月11日 「横濱ジャズプロムナード 2025」
会場：MARK IS みなとみらい[15]

## ディスコグラフィー

### アルバム
1. BROAD6（2023年9月16日）
  1. Caravan
  2. Someday My Prince Will Come
  3. My Favorite Things
  4. Moon River
  5. My Funny Valentine
  6. Waltz For Debby
  7. How High The Moon
  8. Take Five
  9. Stardust